# Rue Paul-Strauss
La rue Paul-Strauss est une voie du 20e arrondissement de Paris, en France.

## Situation et accès
La rue Paul-Strauss est une voie publique située dans le 20e arrondissement de Paris. Elle débute  rue Géo-Chavez et se termine au 31, rue Jules-Siegfried. Elle forme avec les rues Irénée-Blanc et Jules-Siegfried le lotissement Campagne à Paris.
La rue Paul-Strauss possède une rue transversale (au no 16), la rue Georges-Perec (qui n’a reçu un nom qu’en 1994).

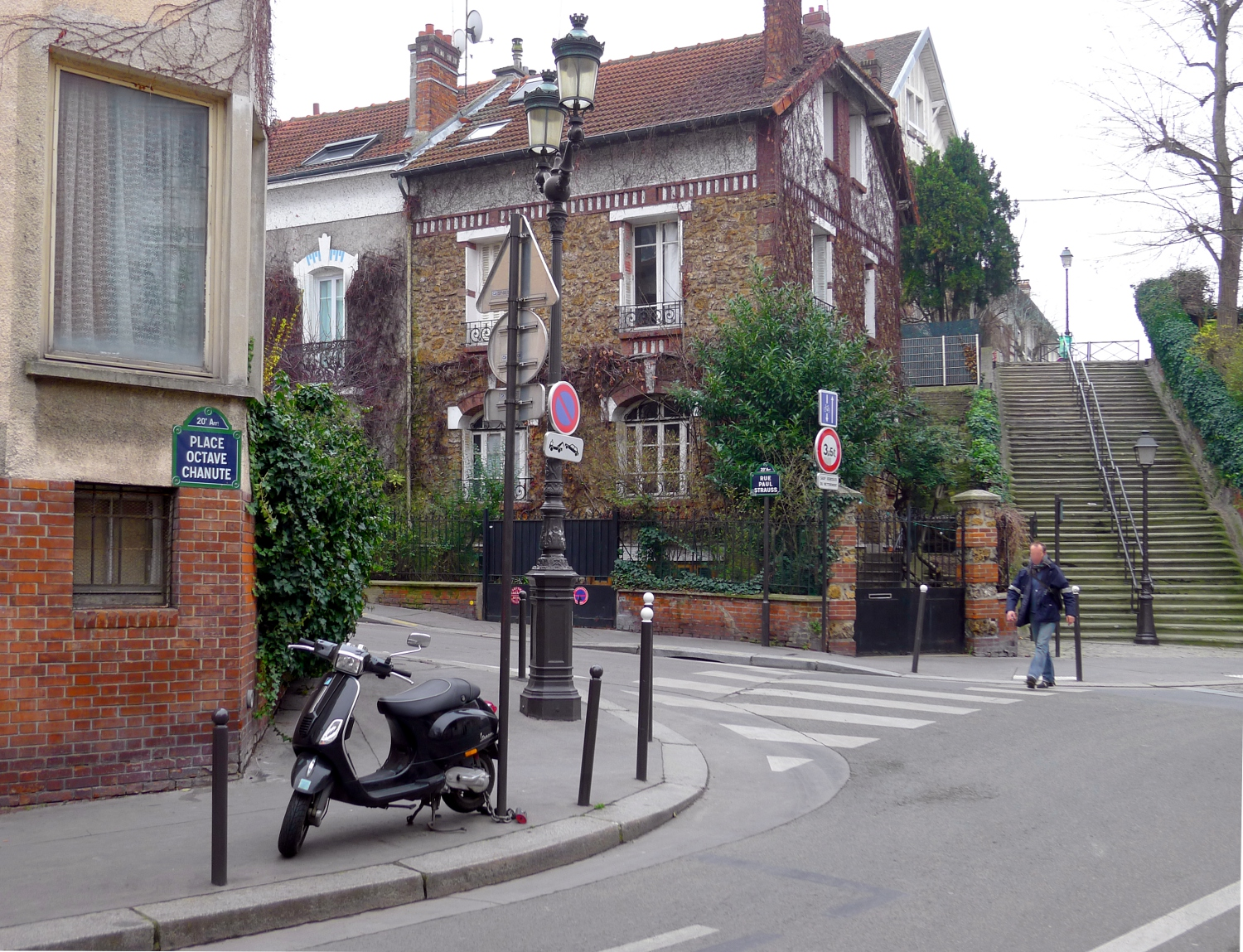
La rue Paul-Strauss
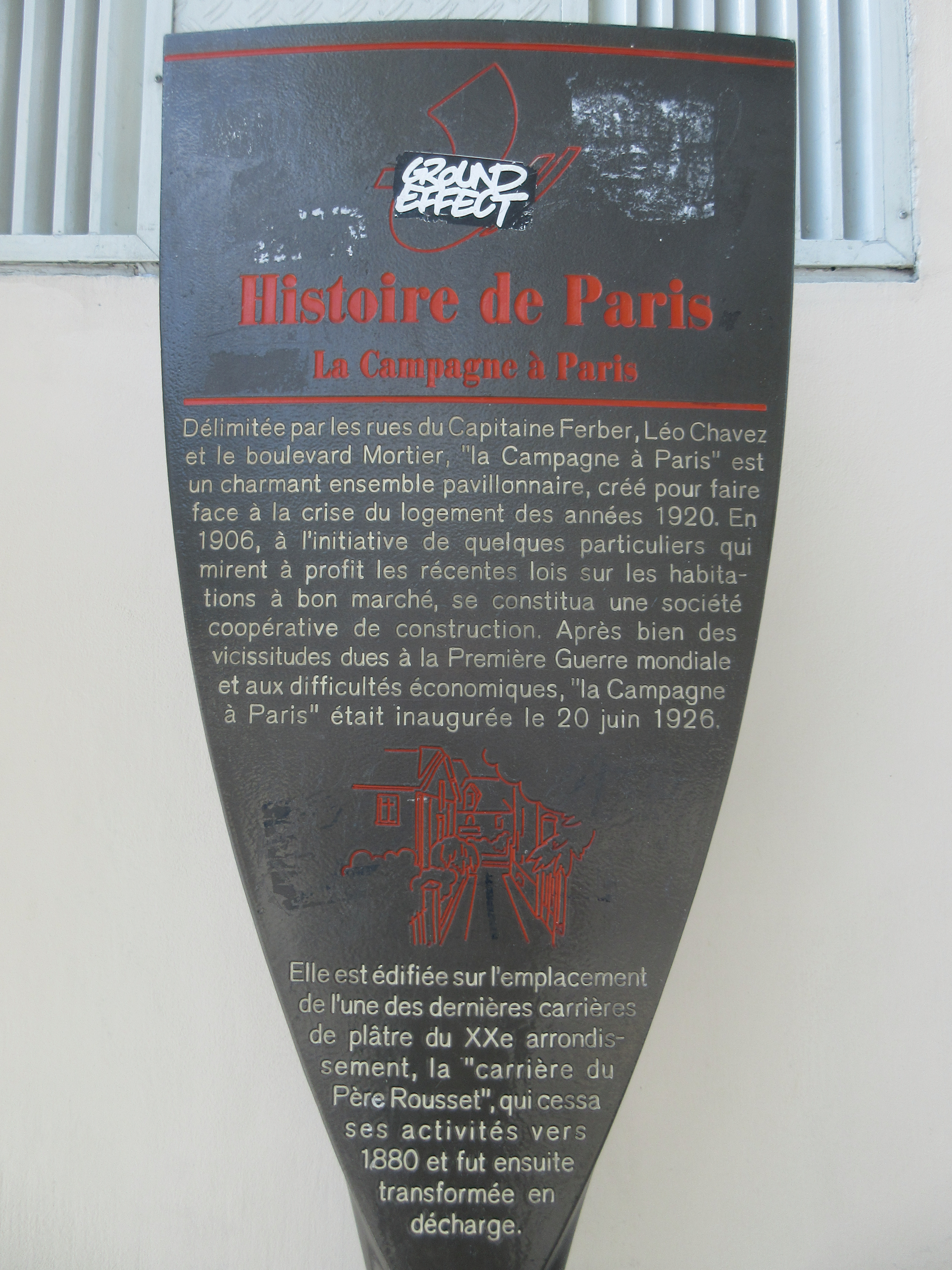
Panneau Histoire de Paris « La Campagne à Paris »

## Origine du nom
Elle porte le nom du publiciste et homme politique Paul Strauss (1852-1942).

## Historique
Cette voie est ouverte sous sa dénomination actuelle en 1911 sur l'ancienne zone non ædificandi de Paris, dans le lotissement pavillonnaire « La Campagne à Paris ».